# Gloria Macapagal-Arroyo

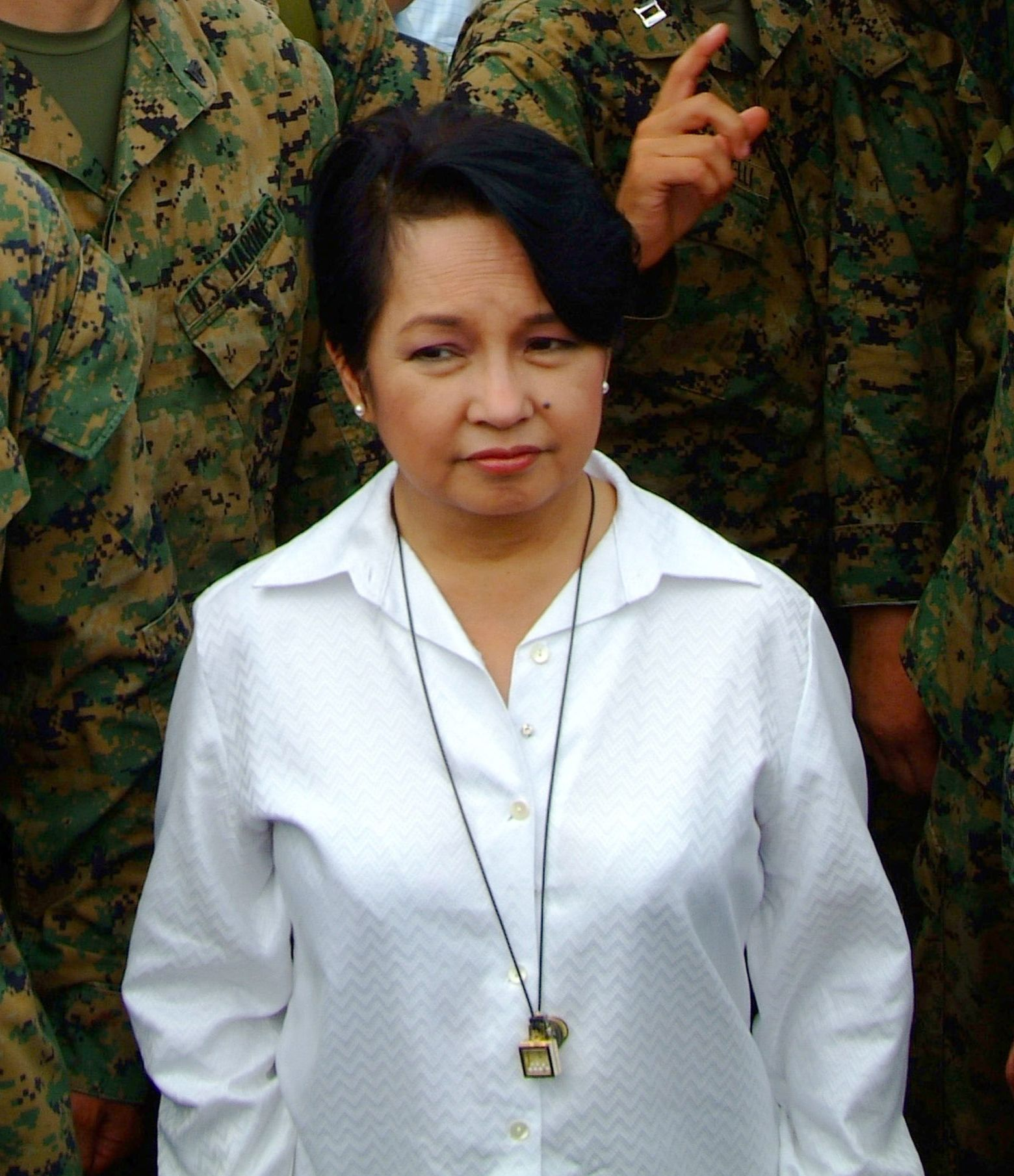
Gloria Macapagal-Arroyo (Februar 2006)

Gloria Macapagal-Arroyo (* 5. April 1947 in San Juan) ist eine philippinische Politikerin. Macapagal-Arroyo war vom 20. Januar 2001 bis zum 30. Juni 2010 Präsidentin der Philippinen.

## Leben

### Familiäre Herkunft und Studium
Ihr Geburtsname lautete Gloria Macaraeg Macapagal. Ihr Vater war Diosdado Macapagal, von 1961 bis 1965 der neunte Präsident der Philippinen und ihre Mutter Evangelina Macapagal.
Sie studierte zwei Jahre an der Georgetown University in Washington, D.C. und führte ihr Studium dann auf den Philippinen fort, wo sie ihren Master’s Degree in Wirtschaftswissenschaften an der Ateneo de Manila University und ihren Doktorgrad in Wirtschaftswissenschaften an der University of the Philippines erwarb. 1968 heiratete sie Jose Miguel Arroyo, mit dem sie drei Kinder hat.

### Politische Laufbahn und Aufstieg zur Vizepräsidentin 1998
Bevor sie 1987 als Assistant Secretary im Department für Handel und Industrie unter Corazon Aquino in die Regierung eintrat, lehrte sie an verschiedenen Universitäten. 1989 wurde sie Unterstaatssekretärin. Sie trat jedoch erst im Jahre 1992 in die aktive Politik ein, als sie in den Senat der Philippinen gewählt wurde. 1995 wurde sie in diesem Amt bestätigt und erwarb sich einen Ruf als arbeitsame Politikerin. 1998 wurde sie zur Vizepräsidentin gewählt, während Joseph Estrada das Amt des Präsidenten errang. Sie hatte einen Posten als Vorsitzende des Sozialen Wohlfahrts- und Entwicklungsministeriums (DSWD) im Kabinett Estrada inne.

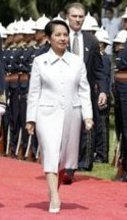
Gloria Macapagal-Arroyo (2003)

### Sturz von Präsident Estrada und Ernennung zur Präsidentin

#### EDSA-II-Revolution 2001
Als im Oktober 2000 Präsident Joseph Estrada in einen Korruptionsskandal verwickelt wurde, legte sie ihr Ministeramt nieder, blieb aber Vizepräsidentin. Am 20. Januar 2001 wurde nach Tagen des öffentlichen Aufruhrs in der so genannten EDSA-II-Revolution der Stuhl des Präsidenten vom Höchsten Gericht des Landes für vakant erklärt und Macapagal-Arroyo als neue Präsidentin vereidigt. Die folgenden Gegendemonstrationen, oft auch als EDSA III bezeichnet, wurden vom Militär auf ihren Befehl hin niedergeschossen und oppositionelle Führer inhaftiert. Obwohl Estrada die Entscheidung des Gerichts nicht anerkannte, wurde Arroyo vor allem von den USA sofort als neue Präsidentin akzeptiert.
2006 aufgetauchtes Videomaterial belegt allerdings, dass die Entmachtung Estradas in Absprache mit Teilen des Militärs länger geplant war. Dennoch wurde Estrada am 12. September 2007 von einem Gericht der Korruption für schuldig befunden und verurteilt.
Der Vorsitzende der philippinischen Bischofskonferenz, Erzbischof Angel Lagdameo, bezeichnete im Februar 2007 die Beteiligung der katholischen Kirche an den Edsa-II-Demonstrationen als „Fehler“ (“In People Power I, we were very satisfied with the result. The second one, we were somehow disappointed because People Power II, with the help of the church, installed a president who later on was judged by surveys as the most corrupt president. That is embarrassing.”)
Die frühere Präsidentin Corazon Aquino entschuldigte sich 2008 ebenfalls bei Estrada für ihre Rolle bei seinem Sturz.

#### Präsidentschaftswahl 2004 und Vorwürfe der Wahlfälschung
Bei den Präsidentschaftswahlen am 10. Mai 2004 gewann allem Anschein nach ihr Gegenkandidat, der populäre Schauspieler Fernando Poe Jr., die Wahl, jedoch setzte sich Macapagal-Arroyo mit Hilfe von Wahlfälschungen, die u. a. auch durch entsprechende Telefonmitschnitte belegt wurden („Hallo Garci“), durch. Poe starb im Dezember desselben Jahres an einem Herzinfarkt. Von Regierungsseite wurde einmal auch von Ermordung durch Vergiftung gesprochen (Manila Times, 16. August 2005). Am 10. Juni 2005 gab Samuel Ong, ein hoher Beamter des philippinischen Nationalen Geheimdienstbüros, an, dass er im Besitz von Aufzeichnungen eines Gesprächs zwischen Macapagal-Arroyo und einem Vertreter der Wahlkommission für die Wahl 2004 sei. Diese würden Ong zufolge eine Wahlfälschung von Seiten Macapagal-Arroyos beweisen. Am 27. Juni 2005 gab Präsidentin Macapagal-Arroyo zu, mit dem Beamten gesprochen zu haben, schloss eine Auswirkung auf den Wahlausgang jedoch aus. Auf das Eingeständnis hin trat etwa ein Drittel der Minister zurück.
2006 bekannte u. a. Clinton John Colcol, offizieller Wahlbeamter der Wahlkommission (Comelec) in South Upi, Maguindanao, dass er Teil der Gruppe war, die die Wahlergebnisse manipulierte. Laut seiner Zeugenaussage veranlasste ihn der Wahlbeamte Haidi Mamalinta dazu, Macapagal-Arroyos Stimmen auf über 3000 anzuheben und Poes Stimmen auf unter 2000 Stimmen abzusenken. Tatsächlich habe Macapagal-Arroyo nur etwa 1000 Stimmen erhalten, während Poe 2700 Stimmen bekam (“The truth is that GMA got almost one thousand plus votes only, and FPJ got 2,700 plus based on the 31 canvass votes out of the 35 precincts”, Daily Tribune, 9. Februar 2006).
Das Amtsenthebungsverfahren wurde im September 2005 mit 158 Ja- und 51 Nein-Stimmen für beendet erklärt. Gegner Macapagal-Arroyos organisierten indes weiterhin Protestkundgebungen, die jedoch behindert wurden. Auch Macapagal-Arroyos frühere Unterstützerin, die frühere Präsidentin Corazon Aquino, beteiligte sich an diesen Aktionen.
Gemäß Kritikern versuchte Macapagal-Arroyo, kritische Berichterstattung durch juristische Schritte – etwa eine Klage gegen den Daily Tribune 2007 und vorherige, ähnliche Drohungen durch ihren Ehemann Mike Arroyo – bis hin zu Morddrohungen gegen den in seinem Wohnsitz inhaftierten Estrada zu unterbinden. Die Organisation „reporter sans frontieres“ führte 2006 die Philippinen als gefährlichstes Land nach dem Irak.

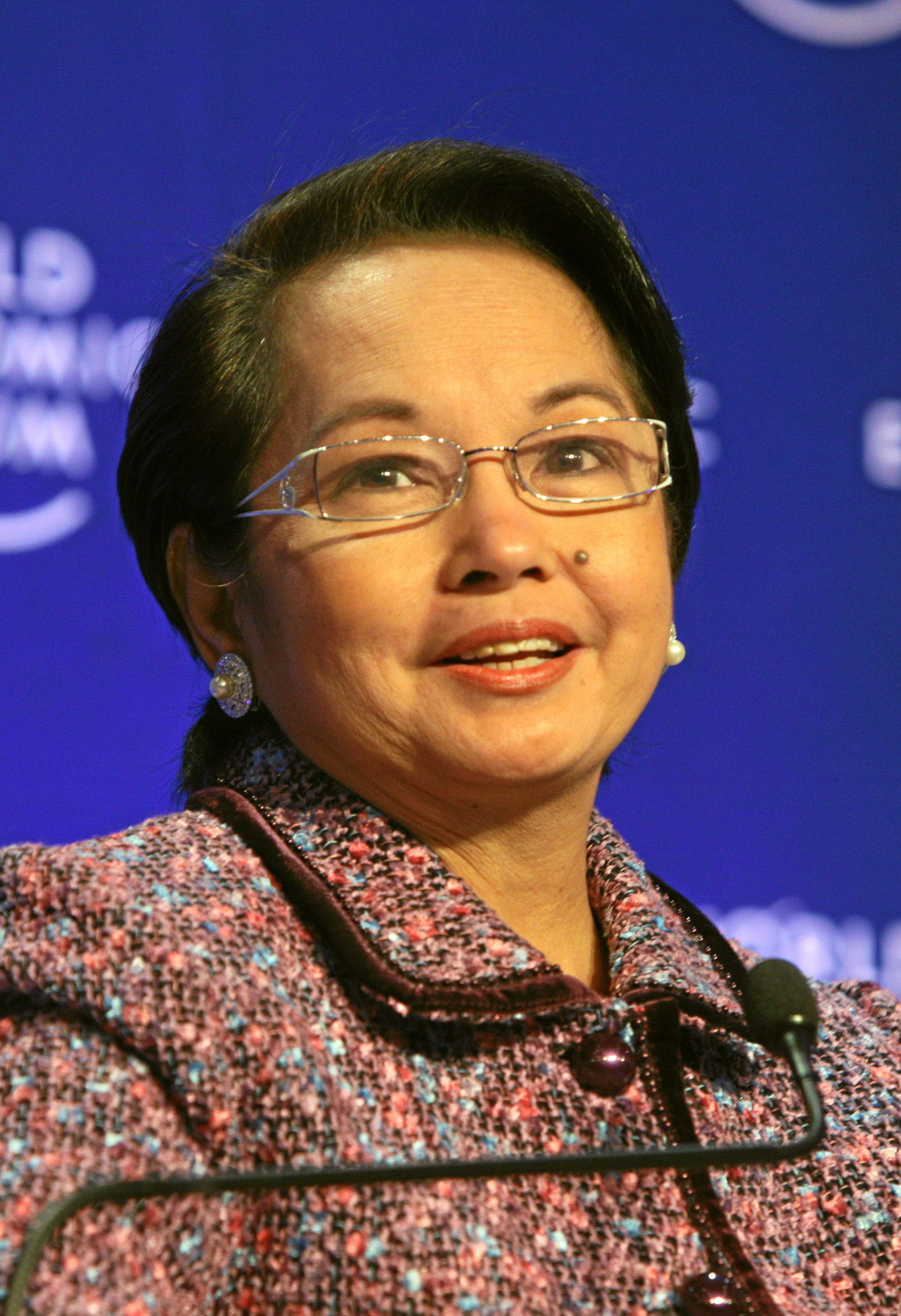
Gloria Macapagal-Arroyo (2009)

### Putschversuch 2006
Am 24. Februar 2006 kam es zu einem Putschversuch auf den Philippinen. Einheiten des Militärs hätten versucht, Präsidentin Macapagal-Arroyo abzusetzen. Sicherheitskräfte konnten den Versuch jedoch vereiteln. Diese Darstellung ist unter Kritikern jedoch umstritten.
Macapagal-Arroyo verhängte den Ausnahmezustand, der die Verfassung in Teilen außer Kraft setzt. Diese Maßnahme wurde von Senatoren und Menschenrechtsverbänden scharf kritisiert.
Der Ausnahmezustand wurde auf internationalen Druck hin zwar formal bald wieder aufgehoben, die Einschüchterung der Opposition wurde laut Kritikern jedoch nicht aufgegeben. Die Menschenrechtsorganisation Karapatan spricht von über 800 Morden bis Ende 2006 an Bauernführern, Gewerkschaftern, Anwälten, Kirchenleuten und Basisaktivisten.
Der im Februar 2007 in die Philippinen entsandte UN-Berichterstatter Philipp Alston bemängelt, dass zivile Akteure und Regierungskritiker vom Militär „als Staatsfeinde eingestuft und dementsprechend als legitimes Ziel angesehen“ würden, und verweist auf armeeinterne Todeslisten, auf denen auch viele der Ermordeten stehen. „Der Jurist spricht von einem ‚politischen Krieg‘ im Umfeld des Antiterrorkampfes und wirft der Regierung ‚institutionelle Passivität‘ vor, acht von zehn Fällen würden nie gerichtlich verfolgt.“

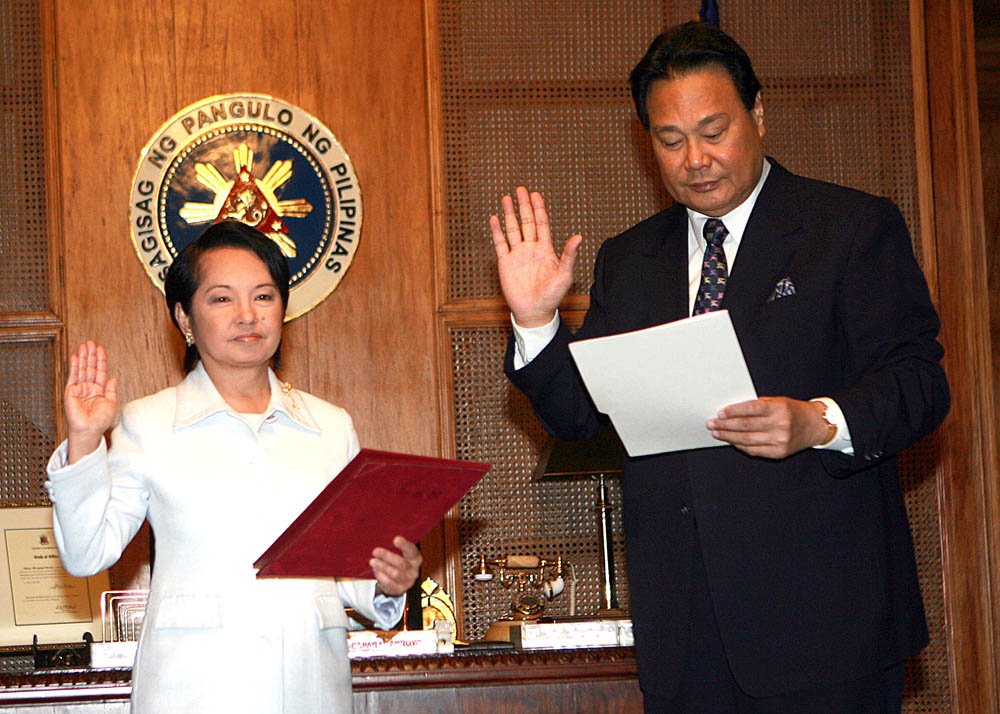
Gloria Macapagal-Arroyo (2010)

### Vorwürfe der Korruption
Durch einen Bericht der Weltbank (2009) wurden Korruptionspraktiken präzisiert. Der Ehemann von Macapagal-Arroyo verlangt demzufolge stets mindestens 5 % der Gesamtsumme eines Projekts. Die Weltbank hat deshalb die Unterstützung z. B. eines 2 Milliarden US-Dollar teuren Straßenbauprojekts auf Luzon vorläufig gestoppt. Untersuchungen in den Kammern des Parlaments laufen.
Offiziell setzte sich Macapagal-Arroyo für die Abschaffung der Todesstrafe ein. Zuerst wandelte sie an Ostern 2006 die Todesstrafe in lebenslange Haftstrafen um, wodurch 1205 Gefangene begnadigt wurden. Am 7. Juni 2006 beschlossen auch der Senat und das Repräsentantenhaus, die Todesstrafe abzuschaffen, die 1994 wiedereingeführt worden war. Am 24. Juni 2006 wurde das Gesetz schließlich von der Präsidentin unterschrieben. Sieben Personen wurden seit 1994 hingerichtet.
Corazon Juliano trat neben anderen 2005 als Secretary for the Department of Social Welfare and Development (DSWD) zurück, nachdem Macapagal-Arroyo in einer Kabinettssitzung vom 5. Juli 2005 ausgeführt hatte, „im Zentrum der Regierungspolitik stehe ab sofort die nationale Sicherheit. Der Staat müsse eine gewisse Angst im Volk erzeugen und seine Muskeln zeigen.“ Im Gegenzug sollten vorübergehend einige soziale Wohltaten die Armen beruhigen.

### Nach dem Ende der Präsidentschaft
Bei der Wahl am 10. Mai 2010 wurde Benigno Aquino III. zum 15. philippinischen Präsidenten gewählt und war bis 2016 im Amt.
Am 15. November 2011 kam Macapagal-Arroyo wegen Knochen- und Darmbeschwerden in eine private Klinik. Am 18. November 2011 wurde gegen sie ein Haftbefehl erlassen. Aus gesundheitlichen Gründen durfte sie aber im Krankenhaus bleiben, wo sie bewacht wurde. Konkret wurde ihr vorgeworfen, die Ergebnisse der Senatswahl 2007 manipuliert zu haben. Am 1. Dezember 2011 gab ihr das zuständige Gericht in Manila fünf Tage Zeit von dem privaten in ein staatliches Krankenhaus umzuziehen.
Im Mai 2013 gelang ihr der Einzug als Abgeordnete in das Unterhaus der Philippinen. Seit dem 23. Juli 2018 steht sie diesem als 25. Sprecherin vor und bekleidet damit das vierthöchste Regierungsamt in den Philippinen.